# Surprise Package
Surprise Package is een Amerikaanse filmkomedie uit 1960 onder regie van Stanley Donen.

## Verhaal
Een Amerikaanse crimineel is een nieuw leven begonnen in Griekenland. Hij is van plan om de kroon van de koning van Anatolië te stelen. Daarvoor heeft hij de hulp nodig van de aantrekkelijke Gabby Rogers.

## Rolverdeling
| Acteur           | Personage                  |
| ---------------- | -------------------------- |
| Yul Brynner      | Nico March                 |
| Mitzi Gaynor     | Gabby Rogers               |
| Noël Coward      | Koning Pavel II            |
| Eric Pohlmann    | Commissaris Stefan Miralis |
| George Coulouris | Dr. Hugo Panzer            |
| Guy Deghy        | Tibor Smolny               |
| Warren Mitchell  | Klimatis                   |
| Lyndon Brook     | Stavrin                    |
| Alf Dean         | Igor Trofim                |
| Lionel Murton    | Politieagent               |
| Barry Foster     | Politieagent               |
| Bill Nagy        | Johnny Stettina            |